# 真空ジェシカのラジオ父ちゃん
『真空ジェシカのラジオ父ちゃん』（しんくうジェシカのラジオとうちゃん）は、2020年4月3日から2021年3月26日までTBSラジオで放送され、同年5月15日からは毎週土曜19時にポッドキャストなどの配信サービスから配信されている、お笑いコンビ・真空ジェシカ（ガク・川北茂澄）がパーソナリティを担当するラジオ番組である。愛称はラジ父（ラジちち）。

## 概要
- 2020年4月から2021年3月までは、TBSラジオ「マイナビ Laughter Night」内の後半30分枠に放送（毎週土曜（金曜深夜）0:30 - 1:00）[1]。「マイナビラフターナイト第5回チャンピオンLIVE」の優勝特典として2019年12月15日に特番「真空ジェシカのラジオ父ちゃん」が放送され[2]、2020年春の改編で同時間帯で放送していた『空気階段の踊り場』の独立に伴い、レギュラー放送が開始された[3]。
- 番組タイトルは「今までの人生で、あまりラジオに触れてこなかった2人の『ラジオにかわいがってもらいたい。息子のように育ててほしい』」といった思いが込められている[4]。
- 番組は2021年3月26日にいったん終了したが、2021年5月11日に、同月15日から配信番組として復活することが発表された[5]。以降は毎週土曜19時にPodcast、ラジオクラウド、Spotifyで最新話を配信している。
- 2021年10月1日に単独では初となる番組イベント『真空ジェシカの主人公ちゃん』を開催（後述）[6]。

### 配信番組化後の地上波放送
- 2022年1月21日と28日はオズワルドの伊藤が新型コロナウイルスの濃厚接触者に該当したこと、及びオズワルドの畠中が新型コロナウイルスに感染したことから、Laughter Night後半の『ほら!ここがオズワルドさんち!』が放送休止となり、代わりにこの番組が差し替えられる形で約1年ぶりに地上波での放送が行われた。
- 『マイナビ Laughter Night』が主催するオンエア争奪ライブの2022年2月分、3月分の公開収録が中止になったことから、2022年2月から3月中の同番組内の前半30分枠で本番組が地上波でも放送された[7]。
- 2022年4月以降は、金曜日が5回ある月のみ、第5金曜日の前半30分枠で放送されている[注 1][注 2]。
- 2023年1月2日（1月1日深夜）2時～3時、正月特番『真空ジェシカの明けましておめで父ちゃん』が地上波にて放送[8]。

## コーナー
現在
ともはるさん
真空ジェシカが自身らのネタで用いる人のギャグやアニメ、有名なセリフ等をいじっている掴みをツッコミもセットとして募集するコーナー。ネタは番組冒頭に紹介される。
ワーキャーのコーナー
あるものの1番人気である「ワーキャー」と、通好みである「玄人ウケ」をそれぞれ挙げていくコーナー。2020年7月24日の放送での「コーナーのコーナー」でリスナーからコーナー案が送られ、同年8月14日の放送で正式なコーナーとなった。
ジングル
番組中盤で流れるジングルを募集するコーナー。
俺にもありました
「○○だと思っていた時期が俺にもありました」という構文を用いてリスナーの過去の思い込みなどを募集するコーナー。ガクがそれに共感した場合は「おまいは俺か」と言う決まりになっている。
パンダマン (旧:デービーバックファイト)
『ONE PIECE』のデービーバックファイト編のような「無くても成立するが、あったほうがいいもの」を募集するコーナー。
ONE PIECE本編における、デービーバックファイトの重要性が明らかになったことをきっかけにコーナー名が変更された。
みんなで！韻豆！
川北がゼロから生み出したオリジナルキャラクター「韻豆」（いんまめ）が喋っていそうなことを送ってもらうコーナー。韻豆か偽韻豆かを川北が判定する。
優しいゴー☆ジャスさん
2024年1月開始。ゴー☆ジャスの優しいエピソードを募集するコーナー。「コーナーのコーナー」によって誕生した。
ガクにもわかりますか？
コーナーに届くネタの面白さを見落としがちなガクに向けて、リスナーが面白いと感じたことを送るコーナー。
ラジ父大喜利
JINSとのタイアップコーナー。大喜利の回答を募集し、ガクのお眼鏡にかなった『お眼鏡賞』を毎週決定する。
その他
番組終了間際に行われる、番組を配信しているサービス（Podcast、ラジオクラウド、Spotify、Amazon Music）を何かと絡めて紹介するコーナー。コーナーとして正式な募集はしていないため、ガクが最後に「送ってこなくていい」と言うのが恒例となっている。
不定期
コーナーのコーナー
コーナーを募集するコーナー。また、リスナーから送られてきたコーナー案をお試しとして募集するコーナー。必要に応じて不定期で短期間行われる。
休止中
父ちゃんクエスト
リスナーから真空ジェシカが人間として成長できるようにクエスト（課題）を募集するコーナー。2020年6月5日の放送で新型コロナウイルスの流行に伴い外出ができなくなったため一旦休止することが発表された。
終了
サッカー
ガクが好きなサッカーについて募集するコーナー。
ディジュリドゥ
コーナーのコーナー内でのコーナー。オーストラリアの楽器ディジュリドゥのような言葉を募集する。
最悪
コーナーのコーナー内でのコーナー。色々なものの最悪な場合を募集する。
逆
コーナーのコーナー内でのコーナー。思わず「逆逆！」と言ってしまいそうな文章を募集する。
マナー講座
コーナーのコーナー内でのコーナー。架空のマナーを募集する。
ネクストブレイク
コーナーのコーナー内でのコーナー。特定のジャンルで次に流行りそうなものを募集する。
天才エピソード
コーナーのコーナー内でのコーナー。特定の職業の天才のエピソードを募集する。
いそう
コーナーのコーナー内でのコーナー。あるジャンル、グループにいそうな人を募集する。
父ちゃんエピソード
リスナーの父親についてのエピソードを募集するコーナー。「コーナーのコーナー」によって誕生した。
モスバーガー
モスバーガーの店頭に置いてあるボードに書いてありそうなことを募集するコーナー。「コーナーのコーナー」によって誕生した。
ぷよぷよ連鎖ボイス
有名人や芸能人がぷよぷよに出たら流れるであろう連鎖ボイスを募集するコーナー。
ガクギレ
人に怒ることが出来ないガクにリスナーが不満や愚痴を送り、それに対してガクがリスナーの代わりに怒るコーナー。
おざぼめ
スピードワゴンの小沢一敬によく褒められる真空ジェシカが褒められたことを少しも聞き逃したくないためリスナーに褒めていたところを送ってもらうコーナー。ラジオクラウドのアフタートークのみで紹介される。
ラジ父の効果
TBSラジオでの最終回となった放送回で一度だけ行われたコーナー。1年間の放送を聴いた結果リスナーにどのような変化が起こったか振り返ってのレポートを送ってもらう。
優しいヒトモドキ
ガクがキングオブコントに出場するために番組内でメンバー募集し、結成されたユニット"ZIPLOCK FUN CLUB"のメンバーであるヒトモドキがガクの諸事情により出場できなくなったことを知らされた際に発言した「だと思いました〜！」という文言を用いた文章を募集するコーナー。
決めつけの刃
リスナーの偏見や決めつけを、『鬼滅の刃』の技名のような形で募集するコーナー。「コーナーのコーナー」によって誕生した。
ガクネガ
ネガティブであるガクにリスナーがネガティブに考えてしまうことを送り、それに対してガクが自分よりネガティブである「ガクネガ」か自分と同列である「ガク」か自分よりポジティブである「ガクポジ」かを判定するコーナー。開始当初はガクよりネガティブなことを送るコーナーであったが2020年11月27日の放送から現在のシステムになった。
ヂ。
『チ。-地球の運動について-』のパロディコーナー。「決めつけの刃」のフォーマットを受け継ぐ形でリメイクされたコーナー。2022年11月5日をもって終了となった。
優しい毛利さん
毛利大亮（ギャロップ）が居酒屋の店員を優しく恫喝したというエピソードになぞらえ、毛利の恫喝の原因となってしまった文言の内容を募集するコーナー。「コーナーのコーナー」によって2023年12月に誕生したが、2024年1月13日配信分でコーナーの終了が明言された。
サビ
物事の一番盛り上がる部分を挙げるコーナー。「コーナーのコーナー」によって2023年12月に誕生したが、2024年1月13日配信分をもって終了となった。
竹富島
竹富島にロケに行った話をした際の「小さければ小さいほどいいからね、島は。」という川北の発言を元に、「○○であれば○○であるほどいいもの」を募集するコーナー。「コーナーのコーナー」によって2024年1月に誕生したが、2024年5月11日配信分をもって終了となった。
AI真空ジェシカ
アプリ「キャラる」とのタイアップコーナー。2022年12月に放送された。アプリ内に作成された川北とガクのAIに覚えさせたい言葉を募集。アプリ内の2人のAIは2023年1月5日をもって削除された。
おっぱいピンボール
『名アシスト有吉』で、ガクがアニメの原案として提案したが実現しなかった幻の作品「おっぱいピンボール」の詳細を考えるコーナーである。「おっぱいピンボール」のストーリーである「巨乳の女の子が小さい男の子を胸に挟み、ピンボールの要領で発射する」と言う筋に基づいて詳細を募集していた。
ガクネム
ブレインスリープとのタイアップコーナー。2023年4月の1ヶ月限定で放送された。寝ぼけたことを言いがちなガクのように、日頃考えている「眠たい」こと（甘い考え、ふざけたこと）を送ってもらうコーナー。ただし眠たすぎることを送ってきた場合には川北に「眠たいこと言ってんじゃねえ！」とツッコまれてしまう。
ガクネムZ
上述の「ガクネム」の第2弾。ブレインスリープとのタイアップコーナー。2023年10月に放送された。「ガクネム」に、ガクが寝言を言ってしまうかもしれないという要素が追加された。
1分間の面白"そう"な話
ライブ配信サービス『ふわっち』とのタイアップコーナー。2023年7月に3週限定で放送された。ふわっちの配信者が「面白そうな話」としてオチの直前までの話をした1分間の音声を紹介する。
ナックルガール大喜利
Amazon Prime Videoの映画作品『ナックルガール』とのタイアップコーナー。2023年10月-11月に放送された。『ナックルガール』の内容にちなんだお題に答える、シンプルな大喜利のコーナー。
日常RTA
ゲームの最速攻略を目指す競技「RTA（リアルタイムアタック）」のように、日常生活でゴールまでのタイムを短縮するのにどんなテクニックやバグ技を使えばいいのかを募集するコーナー。2024年4月13日配信分で終了が発表された。
この世は壁だらけ！
日新火災との期間限定のタイアップコーナー。日新火災が日本山岳・スポーツクライミング協会のオフィシャルパートナーであることにちなみ、様々なものに立ちはだかる「壁」を募集する。
番外編
真空ジェシカのふわっち父ちゃん
ライブ配信サービス「ふわっち」とのタイアップ企画。2023年7月に3週分が、本編とは別に番外編として配信された。ふわっち内で実施されたイベントで上位だった配信者をスタジオに招いてトークする企画。

## ゲスト
※はTBSラジオでの地上波放送。

### 2020年
- ※6月12日 - 大久保佳代子（オアシズ）
- ※7月31日 - 佐藤マネージャー（プロダクション人力舎マネージャー）[11]
- ※12月25日 - 吉住[12]

### 2021年
- ※1月1日 - ダイヤモンド[13]
- ※1月15日 - 伊藤俊介（オズワルド）・森本晋太郎（トンツカタン）・北澤ひとし（ロビンソンズ）[14]
- ※2月12日 - ママタルト・森本晋太郎（トンツカタン）[15]※代打出演[注 3]
- ※3月26日 - 山里亮太（南海キャンディーズ）
- 5月29日  - オズワルド[16]
- 7月10日 - ママタルト・むらのこ（ZIPLOCK FUN CLUB）・ヒトモドキ（ZIPLOCK FUN CLUB）[17]※代打出演[注 4]
- 7月17日 - ママタルト・森本晋太郎（トンツカタン）[18]※代打出演[注 4]
- 11月20日 - カナメストーン
- 12月25日 - チャンス大城

### 2022年
- 1月1日 - ダイヤモンド[19]
- ※1月21日 - 坂本No.1（TCクラクション）・西村真二（コットン）・森本晋太郎（トンツカタン）
- ※4月30日 - 森本晋太郎（トンツカタン）
- 6月25日 - ケビンス[20]
- ※7月29日 - ママタルト[21]
- 8月27日 - ママタルト[22]
- 9月24日 - かねきよ勝則（新宿カウボーイ）・森本晋太郎（トンツカタン）

### 2023年
- ※1月1日 - ダイヤモンド[8]
- 1月14日 - ちゃんぴおんず
- 3月11日 - サツマカワRPG
- ※4月1日 - 大津広次（きつね）・兎（ロングコートダディ）・ヤス（ナイチンゲールダンス）・森本晋太郎（トンツカタン）[注 5]
- 4月8日 - サスペンダーズ
- 5月6日 - ママタルト、森本晋太郎（トンツカタン）※代打出演[23][注 6]
- 6月24日 - キュウ[24]
- 7月29日 - ママタルト、森本晋太郎（トンツカタン）※代打出演[25][注 7]
- 8月19日 - ユビッジャ・ポポポー、フースーヤ、白桃ピーチよぴぴ※ユビッジャ・ポポポー以外は電話出演
- 8月26日 - ちゃんぴおんず
- 9月16日 - サツマカワRPG、カナメストーン[26]※サツマカワは電話出演
- 9月23日 - サツマカワRPG、森本晋太郎（トンツカタン）、はっしーはっぴー（コンピューター宇宙）
- 10月28日 - ファイヤーサンダー[27]
- 11月25日 - ママタルト ※代打出演[28][注 6]

### 2024年
- 1月6日 - ダイヤモンド[29]
- 3月2日 - トム・ブラウン[30]
- 3月15日 - ママタルト、コロネケン、秘蔵[31]※ママタルト以外は電話出演
- ※4月26日 - 森本晋太郎（トンツカタン）、こたけ正義感、植田紫帆（オダウエダ）
- 8月17日 - 虹の黄昏[32]
- 8月31日 - ママタルト[33]
- 10月5日 - ママタルト、森本晋太郎（トンツカタン）、北斗（ノーサイン）[34]※北斗は電話出演

### 2025年
- 1月4日 - ジョックロック[35]
- ※2月1日 - 金の国[36]
- 3月15日 - ママタルト
- 4月13日 - 古市勇介（金魚番長）、尾関高文（ザ・ギース）
- 4月20日 - ドンココ、植田紫帆（オダウエダ）
- 6月7日 - 森本晋太郎（トンツカタン）
- 7月19日 - ママタルト、森本晋太郎（トンツカタン）
- 7月26日 - ママタルト、きしたかの

## イベント

### 真空ジェシカの主人公ちゃん
- 2021年10月1日、東京・なかのZERO 小ホール
- 番組初の公開イベント。イベント前には通販限定で公式グッズの販売も行われた。
- ゲスト：ママタルト、吉住、森本晋太郎（トンツカタン）、きしたかの、むらのこ（ZIPLOCK FUN CLUB）、ヒトモドキ（ZIPLOCK FUN CLUB）
- VTR出演：オズワルド、サツマカワRPG、小沢一敬（スピードワゴン)

### 真空ジェシカのお茶の間ーちゃん
- 2022年9月23日、東京・草月ホール
- ゲスト：森本晋太郎（トンツカタン）、ケビンス、ママタルト、なすなかにし、ドンココ、かねきよ勝則（新宿カウボーイ）
- VTR出演：西村真二（コットン）、ドンココ

### マイナビ presents『ほら！ここが父ちゃんちの踊り場』～空気階段×真空ジェシカ×オズワルド 忘年会2022～
- 2022年12月2日、東京・ニッショーホール[37]
- 『ほら!ここがオズワルドさんち!』『空気階段の踊り場』との合同開催イベント。

### 真空ジェシカのイベン父ちゃん・西
- 2023年8月23日、大阪・ABCホール[38][39]
- ゲスト：森本晋太郎（トンツカタン） 、フースーヤ、白桃ピーチよぴぴ、ユビッジャ・ポポポー、ママタルト、ちゃんぴおんず

### 真空ジェシカのイベン父ちゃん・東
- 2023年9月22日、東京・草月ホール[38][39]
- ゲスト：森本晋太郎（トンツカタン）、ママタルト、粗品（霜降り明星）、サツマカワRPG、はっしーはっぴー（コンピューター宇宙）

### 真空ジェシカのイベン父ちゃん・北
- 2024年3月22日、北海道・道新ホール[40][41]
- ゲスト：森本晋太郎（トンツカタン）、ママタルト、トム・ブラウン、コロネケン、秘蔵

### 真空ジェシカのイベン父ちゃん・東 MAXXX
- 2024年9月28日、東京・草月ホール[42][43]
- ゲスト：森本晋太郎（トンツカタン）、ママタルト、虹の黄昏、囲碁将棋、スギ。（インスタントジョンソン）
- VTR出演：ノーサイン

### 真空ジェシカのイベン父ちゃん・福岡
- 2025年3月20日、福岡・電気ビルみらいホール[44][45]
- ゲスト：ママタルト、どぶろっく、ちゃんぴおんず

### 真空ジェシカのイベン父ちゃん・東びいき
- 2025年7月25日、東京・有楽町よみうりホール[46]
- ゲスト：ママタルト、森本晋太郎（トンツカタン）、きしたかの、おぎやはぎ、ゆってぃ

## スタッフ
ディレクター
- 越崎恭平（初代）
- 寺岡俊治（2代目）当番組では『寺エク（『寺岡エクスタシー』の略）』と呼ばれている。

構成
- 白武ときお（ - 2021年3月26日）
- エレファントかさ増し